# Medine Yildiz
Medine Yildiz (türkisch Medine Yıldız, * 23. August 1962 in Tunceli, Türkei) ist eine deutsche Politikerin (SPD, zuvor Die Linke). Sie ist seit 2023 Mitglied der Bremischen Bürgerschaft.

## Biografie

### Ausbildung und Beruf
Yildiz wuchs in der Türkei auf und legte 1981 die allgemeine Hochschulreife am Gymnasium in ihrer Heimatstadt Tunceli ab. Später lebte sie in Istanbul. 1986 wanderte sie nach Bremen ein. 1993 schloss sie eine Ausbildung zur Bürokauffrau ab. Von 1992 bis 2020 war sie Angestellte bei der Deutschen Post, ab 2010 in Erwerbsminderungsrente. 2019 schloss sie ein weiterbildendes Studium der sozialwissenschaftlichen Grundbildung an der Universität Bremen ab.

### Politik
Bis 2021 war Yildiz Mitglied der Partei Die Linke. Dort war sie unter anderem Vorsitzende des Kreisvorstandes Bremen-Mitte. Seit 2022 ist sie Mitglied der SPD.
Bei der Bürgerschaftswahl in Bremen 2023 trat Yildiz auf Listenplatz 46 ihrer Partei im Wahlbereich Bremen an. Sie zog über die Personenstimmen in die Bürgerschaft ein.
Sie ist aktuell Sprecherin für Verbraucherschutz der SPD-Fraktion.